# 김복순 (스피드스케이팅 선수)
김복순(金福順, 1950년 1월 6일~)은 조선민주주의인민공화국의 스피드스케이팅 선수이다. 1968년부터 1979년까지 조선민주주의인민공화국의 국가대표 선수로 활동했다.
1968년 세계 스피드스케이팅 선수권 대회에 참가해 종합 29위에 올랐다.이후 1970년 4월 1970년 동계 유니버시아드에서 두 종목에 출전했으며 그 중 1500m에서 최고 성적을 거두며 5위를 차지했다.
1972년 동계 올림픽에 조선민주주의인민공화국의 대표 선수로 참가했다.